# Mellicta amurensis
Mellicta amurensis är en fjärilsart som beskrevs av Otto Staudinger 1892. Mellicta amurensis ingår i släktet Mellicta och familjen praktfjärilar. Inga underarter finns listade i Catalogue of Life.